# راونا
راونا () یکی از شهرهای منطقهٔ امیلیا-رومانیا در شمال ایتالیا است. این شهر از طریق کانالی به دریای آدریاتیک متصل می‌شود. راونا از سال ۴۰۲ تا سال ۴۷۶ میلادی، پایتخت امپراتوری روم غربی بوده‌است.

## شهرهای خواهرخوانده
- چیچستر، پادشاهی متحده
- دوبروفنیک، کرواسی، از ۱۹۶۹
- اشپیر، آلمان، از ۱۹۸۹
- شارتر، فرانسه، از ۱۹۵۷
- تونسبرگ، نروژ
- سکسارد، مجارستان
- لاگونا، برزیل

## دیدنی‌های اصلی

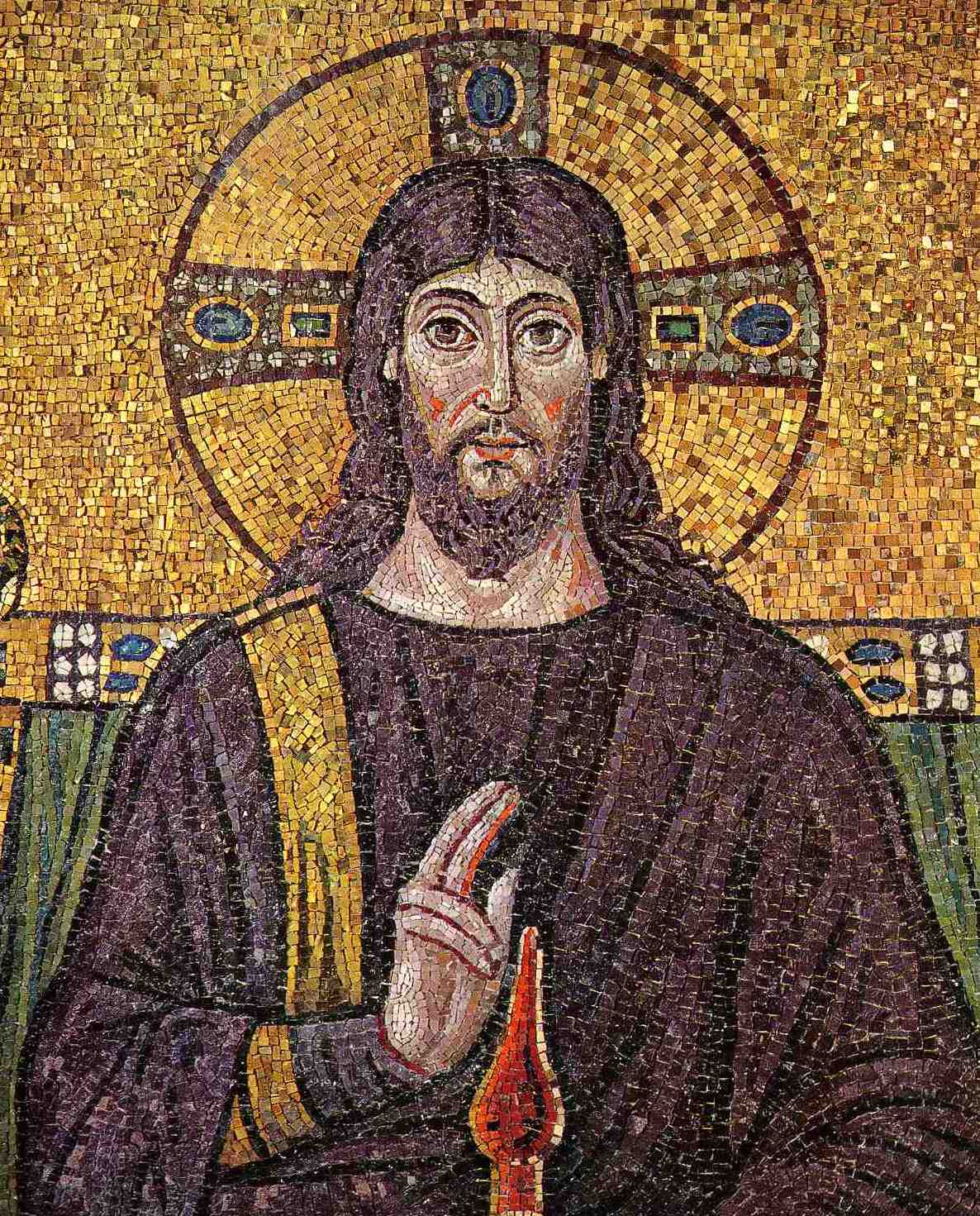
معرق‌کاری سدهٔ ششمی از عیسی مسیح با موی بلند و ریش که همچون شاه و کشیش یونانی-رومی لباس پوشیده است
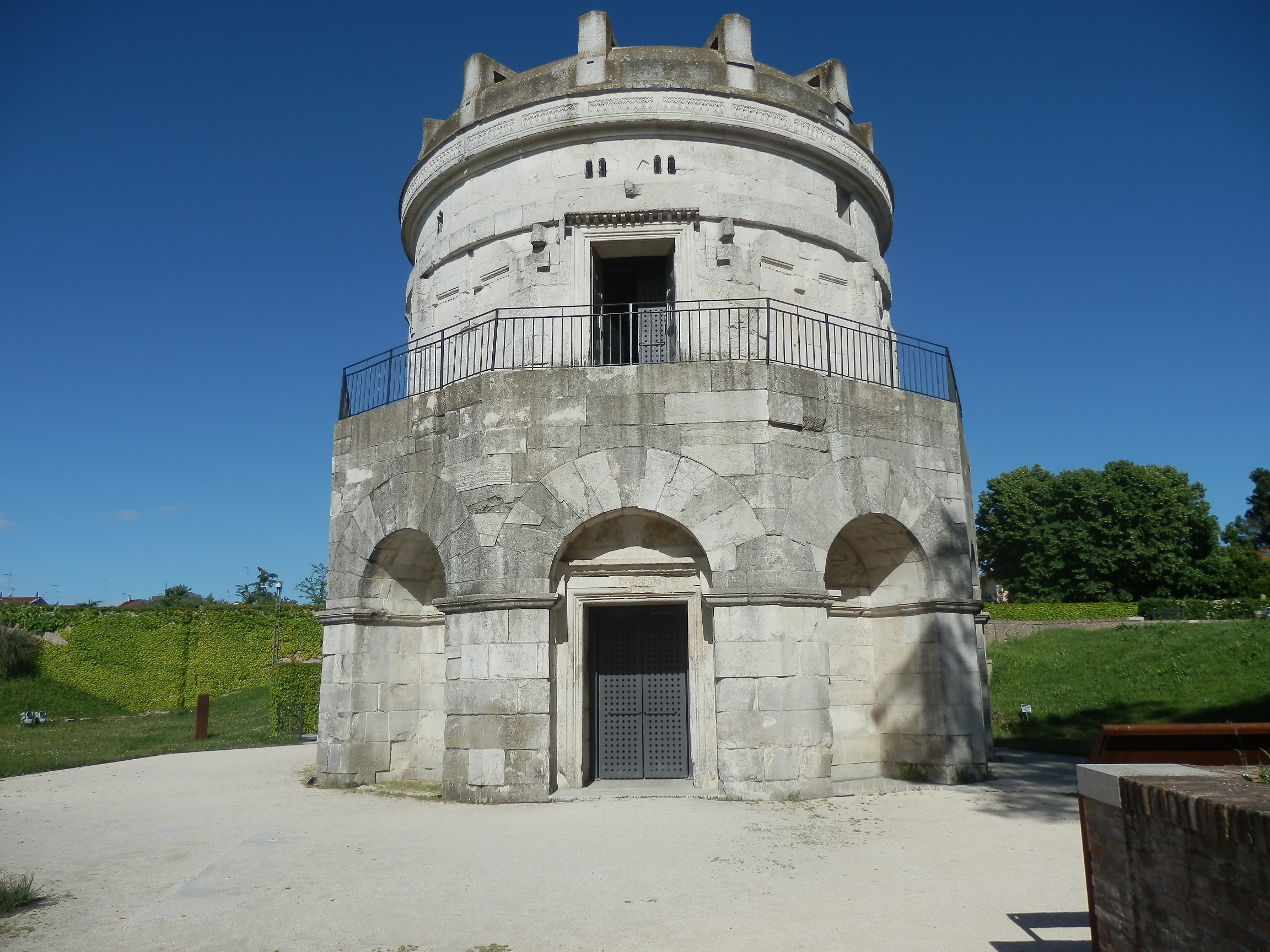
آرامگاه تئودوریک بزرگ
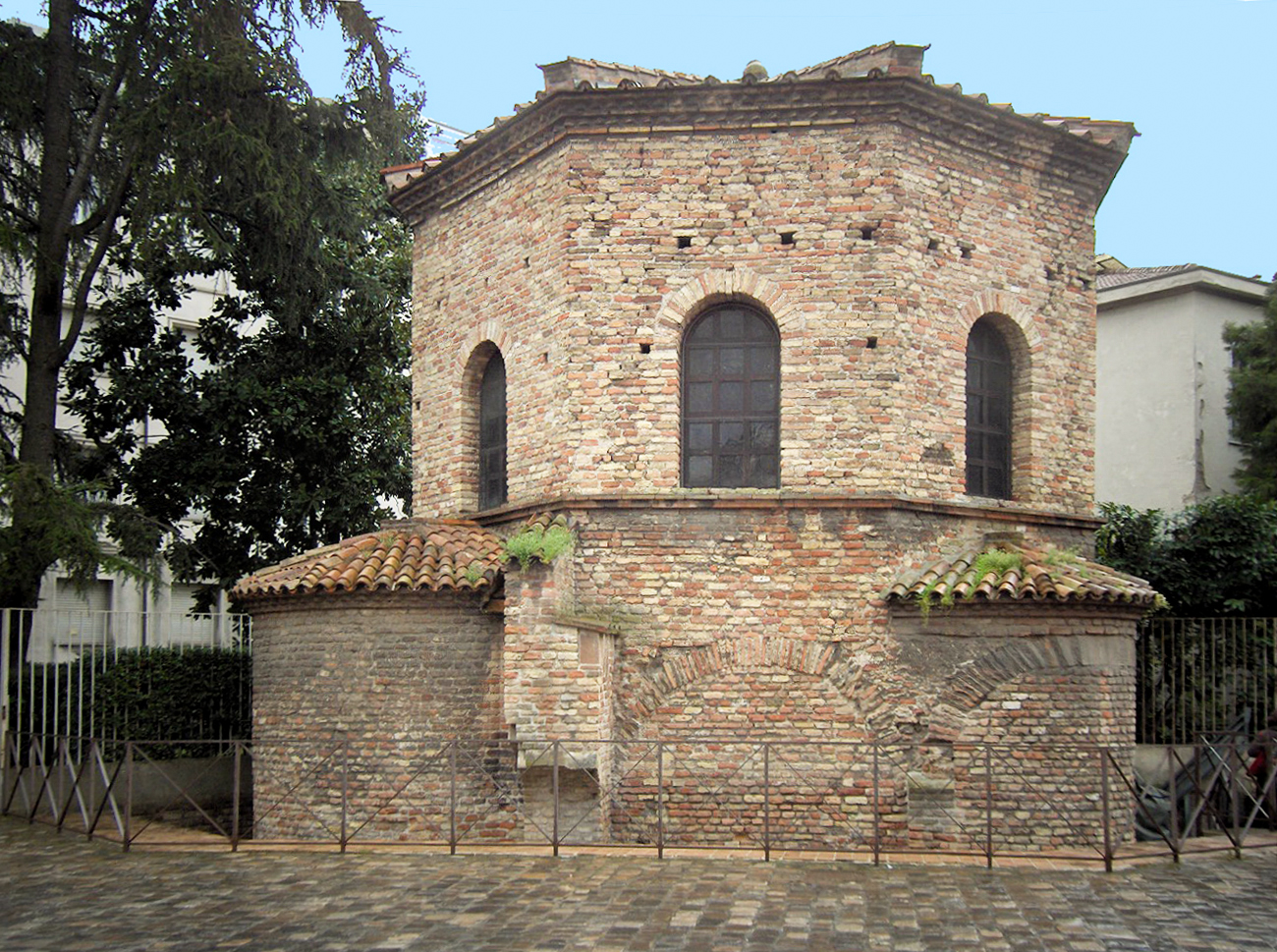
تعمیدگاه آریانی
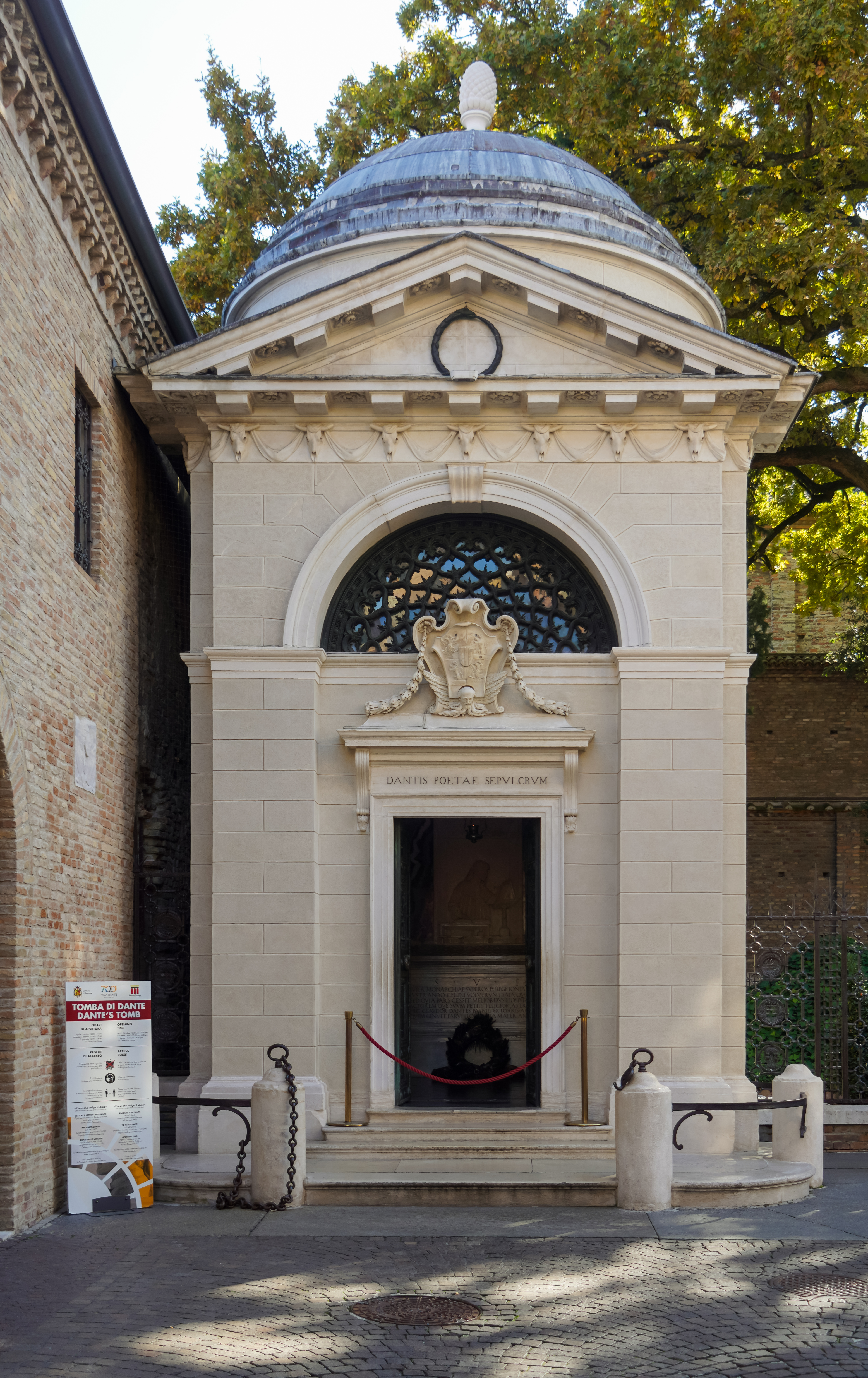
آرامگاه دانته
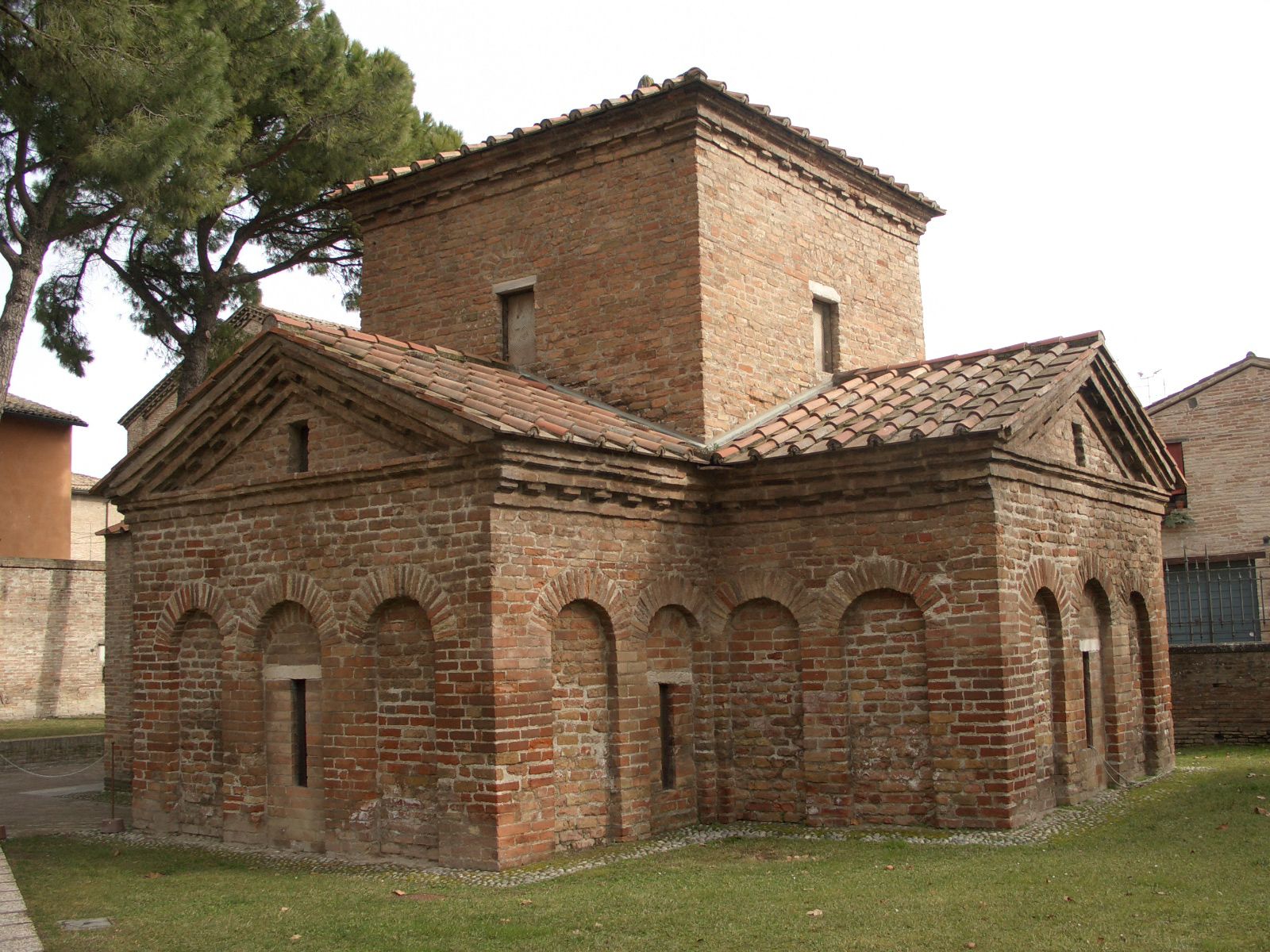
آرامگاه گالا پلاچیدیا
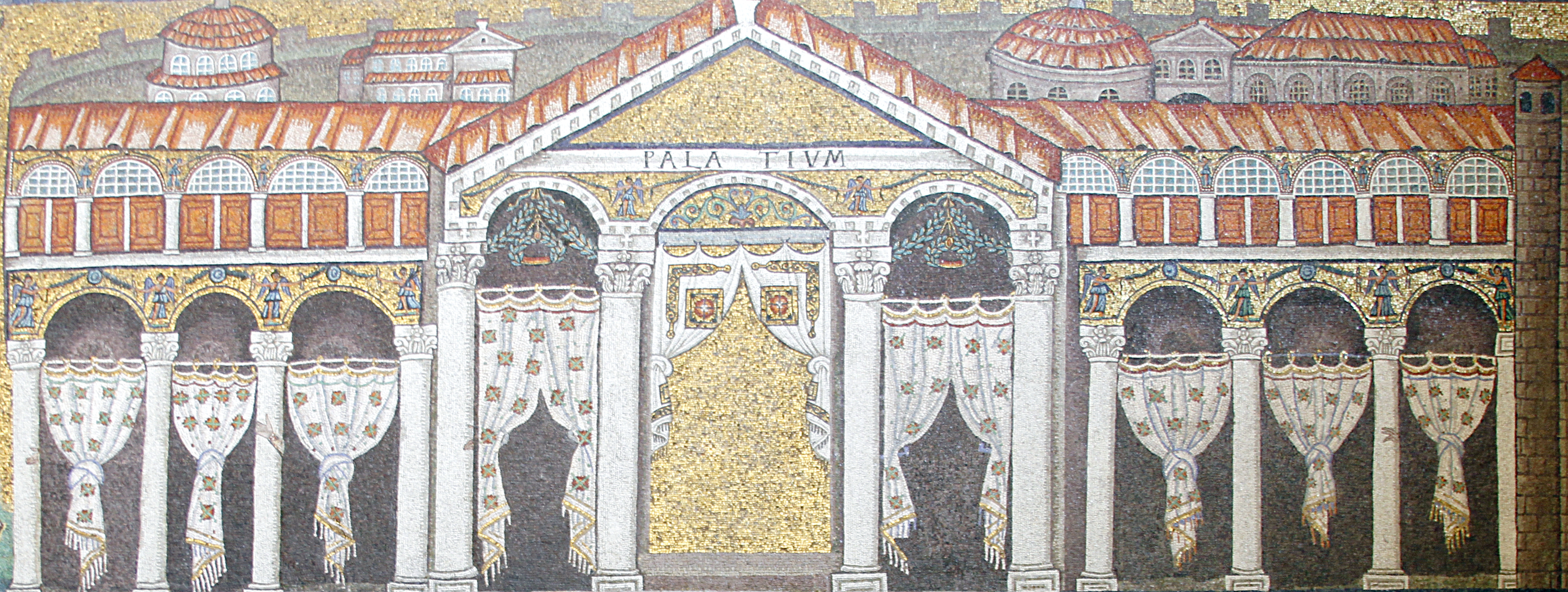
معرق‌کاری کاخ تئودوریک